# Allennig IV
Allennig IV is een album van Daniël Lohues. Het is het laatste in het vierluik Allennig, Allennig II en Allennig III en verbeeldt de 'herfst'. De cd-presentatie van dit album vond plaats op zaterdag 6 maart 2010 in therater De Tamboer in Hoogeveen.

## Inhoud
Het lied Mecanicien In Den Vrumde gaat over Edward Kleine uit Zuidwolde die een gevangenisstraf uitzit in de Verenigde Staten.
Op ’n Dorp Is Iederiene ’n Beroemdheid is zijn vertaling van Famous In A Small Town van Miranda Lambert.

## Tracklist
1. Mistig, Kaold & Stille

2. Elk Mens Die Hef Zich 'n Kruus Te Dragen

3. Kom Nou Mar Naor Huus

4. Niet Alle Dwalers Bennen Verdwaald

5. Hoe Diep De Wortels Ok Gaon

6. Op 'n Dorp Is Iederiene 'n Beroemdheid

7. Waorum Kan Dat Nou Nooit 's Gewoon, Gewoon

8. Wat 'n Geluk Dat Ik Hum Niet Ben

9. Mecanicien In Den Vrumde

10. Zo Giet Dat Hier

11. Hoeveul Be'j Neudig

12. Wies Met Joe

13. Morgenvrog

14. Ganzenkonings Slaopliedtie

Op iTunes is het album met twee extra tracks verkrijgbaar:
15. Zo is 't nou ienmaol niet

16. Onverklede schaopen

## Hitnotering
| "Allennig IV" in de Nederlandse Album Top 100 - binnen: 13-03-2010 | "Allennig IV" in de Nederlandse Album Top 100 - binnen: 13-03-2010 | "Allennig IV" in de Nederlandse Album Top 100 - binnen: 13-03-2010 | "Allennig IV" in de Nederlandse Album Top 100 - binnen: 13-03-2010 | "Allennig IV" in de Nederlandse Album Top 100 - binnen: 13-03-2010 | "Allennig IV" in de Nederlandse Album Top 100 - binnen: 13-03-2010 | "Allennig IV" in de Nederlandse Album Top 100 - binnen: 13-03-2010 | "Allennig IV" in de Nederlandse Album Top 100 - binnen: 13-03-2010 | "Allennig IV" in de Nederlandse Album Top 100 - binnen: 13-03-2010 | "Allennig IV" in de Nederlandse Album Top 100 - binnen: 13-03-2010 | "Allennig IV" in de Nederlandse Album Top 100 - binnen: 13-03-2010 | "Allennig IV" in de Nederlandse Album Top 100 - binnen: 13-03-2010 | "Allennig IV" in de Nederlandse Album Top 100 - binnen: 13-03-2010 | "Allennig IV" in de Nederlandse Album Top 100 - binnen: 13-03-2010 | "Allennig IV" in de Nederlandse Album Top 100 - binnen: 13-03-2010 | "Allennig IV" in de Nederlandse Album Top 100 - binnen: 13-03-2010 | "Allennig IV" in de Nederlandse Album Top 100 - binnen: 13-03-2010 | "Allennig IV" in de Nederlandse Album Top 100 - binnen: 13-03-2010 | "Allennig IV" in de Nederlandse Album Top 100 - binnen: 13-03-2010 | "Allennig IV" in de Nederlandse Album Top 100 - binnen: 13-03-2010 | "Allennig IV" in de Nederlandse Album Top 100 - binnen: 13-03-2010 | "Allennig IV" in de Nederlandse Album Top 100 - binnen: 13-03-2010 | "Allennig IV" in de Nederlandse Album Top 100 - binnen: 13-03-2010 | "Allennig IV" in de Nederlandse Album Top 100 - binnen: 13-03-2010 | "Allennig IV" in de Nederlandse Album Top 100 - binnen: 13-03-2010 | "Allennig IV" in de Nederlandse Album Top 100 - binnen: 13-03-2010 | "Allennig IV" in de Nederlandse Album Top 100 - binnen: 13-03-2010 | "Allennig IV" in de Nederlandse Album Top 100 - binnen: 13-03-2010 | "Allennig IV" in de Nederlandse Album Top 100 - binnen: 13-03-2010 | "Allennig IV" in de Nederlandse Album Top 100 - binnen: 13-03-2010 | "Allennig IV" in de Nederlandse Album Top 100 - binnen: 13-03-2010 |
| Week                                                               | 01                                                                 | 02                                                                 | 03                                                                 | 04                                                                 | 05                                                                 | 06                                                                 | 07                                                                 | 08                                                                 | 09                                                                 | 10                                                                 | 11                                                                 | 12                                                                 | 13                                                                 | 14                                                                 | 15                                                                 | 16                                                                 | 17                                                                 | 18                                                                 | 19                                                                 | 20                                                                 | 21                                                                 | 22                                                                 | 23                                                                 | 24                                                                 | 25                                                                 | 26                                                                 | 27                                                                 | 28                                                                 | 29                                                                 | 30                                                                 |
| ------------------------------------------------------------------ | ------------------------------------------------------------------ | ------------------------------------------------------------------ | ------------------------------------------------------------------ | ------------------------------------------------------------------ | ------------------------------------------------------------------ | ------------------------------------------------------------------ | ------------------------------------------------------------------ | ------------------------------------------------------------------ | ------------------------------------------------------------------ | ------------------------------------------------------------------ | ------------------------------------------------------------------ | ------------------------------------------------------------------ | ------------------------------------------------------------------ | ------------------------------------------------------------------ | ------------------------------------------------------------------ | ------------------------------------------------------------------ | ------------------------------------------------------------------ | ------------------------------------------------------------------ | ------------------------------------------------------------------ | ------------------------------------------------------------------ | ------------------------------------------------------------------ | ------------------------------------------------------------------ | ------------------------------------------------------------------ | ------------------------------------------------------------------ | ------------------------------------------------------------------ | ------------------------------------------------------------------ | ------------------------------------------------------------------ | ------------------------------------------------------------------ | ------------------------------------------------------------------ | ------------------------------------------------------------------ |
| Nummer                                                             | 5                                                                  | 15                                                                 | 26                                                                 | 41                                                                 | 48                                                                 | 46                                                                 | 46                                                                 | 63                                                                 | 86                                                                 | 71                                                                 |                                                                    |                                                                    |                                                                    |                                                                    |                                                                    |                                                                    |                                                                    |                                                                    |                                                                    |                                                                    |                                                                    |                                                                    |                                                                    |                                                                    |                                                                    |                                                                    |                                                                    |                                                                    |                                                                    |                                                                    |